# Toray Pan Pacific Open 1977
Il Toray Pan Pacific Open 1977 è stato un torneo di tennis giocato sul cemento. È stata la 2ª edizione del Toray Pan Pacific Open, che fa parte del WTA Tour 1977. Si è giocato al Tokyo Metropolitan Gymnasium di Tokyo, in Giappone, dal 12 al 18 settembre 1977.

## Campionesse

### Singolare
Virginia Wade  Martina Navrátilová con il punteggio di 7–5, 5–7, 6–4

### Doppio
- Doppio non disputato